# Мартин Менис, Адан Пабло
Адан Пабло Мартин Менис (исп. Adán Pablo Martín Menis ; 19 октября 1943, Санта-Крус-де-Тенерифе — 10 октября 2010, Барселона) — испанский государственный и политический деятель. Бывший президент Канарских островов с 2003 по 2007 год.

## Биография
Родился в Санта-Крус-де-Тенерифе. Работал промышленным инженером и представлял партию Канарской коалиции. С 1979 по 1987 год был мэром Санта-Крус-де-Тенерифе, министром общественных работ в совете острова Тенерифе с 1982 по 1986 год, национальным депутатом с 1993 по 1996 год, вице-президентом Канарских островов и президентом остров Тенерифе с 1987 по 1999 год. Был избран президентом Канарских островов на региональных выборах 2003 года.
Умер в Барселоне. Похороны состоялись 11 октября 2010 года. Похоронная процессия прошла от часовни в Доме правительства Канарских островов до церкви Непорочного Зачатия Пресвятой Девы Марии. Мессу отслужил епископ епархии Сан-Кристобаль-де-ла-Лагуны Бернардо Альварес Афонсо, присутствовали многие государственные служащие. Затем гроб с телом отвезли на кладбище Санта-Ластения. Адан Пабло Мартин Менис стал первым региональным президентом Испании, умершим после восстановления демократической формы правления. В 2011 году Аудиторио-де-Тенерифе была переименована в Аудиторио-де-Тенерифе «Адан Мартин» в знак уважения к покойному бывшему президенту. 